# هوارد إنجل
هوارد إنجل (بالإنجليزية: Howard Engel)‏‏ (2 أبريل 1931 في سانت كاثرينز - ) روائي، وكاتب من كندا.

## روابط خارجية
- هوارد إنجل على موقع IMDb (الإنجليزية)